# Mazarredia lochengensis
Mazarredia lochengensis är en insektsart som beskrevs av Zheng, Z. 2005. Mazarredia lochengensis ingår i släktet Mazarredia och familjen torngräshoppor. Inga underarter finns listade i Catalogue of Life.